# 浦东路站
浦东路站位于吉林省长春市南关区，是长春轨道交通4号线车站。

## 车站结构
车站形式为侧式二层车站，站厅与站台同层。
| 月台   | 路线  | 行驶方向               |
| 高架层 |       |                        |
| ------ | ----- | ---------------------- |
| 东側   | 4号线 | 长春站北・吉林大路方向 |
| 西側   | 4号线 | 天工路・职业学院方向   |

### 车站楼层
| 高架二层          | 站厅     | A出口、客服中心 |
| 高架二层          | 站台     | \| 側式 · 開右邊车门 \| \| \| \| \| \| █ 4号线往长春站北（海口路） \| \| \| \| █ 4号线往天新路（威海路） \| \| 側式 · 開右邊车门 \| \| \| |
| 高架二层          | 站厅     | B出口、客服中心 |
| 高架一层          | 换向通道 | |
| 側式 · 開右邊车门 |          | |
|                   |          | █ 4号线往长春站北（海口路） |
|                   |          | █ 4号线往天新路（威海路） |
| 側式 · 開右邊车门 |          | |

### 车站出入口
车站设置2个出入口，A出口位于临河街东侧，浦东路南侧；B出口位于临河街西侧，浦东路南侧。
|          |      |                   |                   |  |
| 出口编号 | 照片 | 出口指示          | 建议前往的目的地  |  |
| 出口 · A |      | 临河街东 浦东路南 | 长春经开人才市场  |  |
| 出口 · B |      | 临河街西 浦东路南 | 经开一区 经开二区 |  |

## 公交换乘
- A口：

浦东路站：120、130、142、225、233路
经开一区站：161路
- B口：

浦东路站：120、130、142、225、233路

## 历史
- 2011年6月30日 - 4号线高架段开通运营。